# 桐生川
桐生川（きりゅうがわ）は、主に群馬県桐生市を流れる利根川水系渡良瀬川支流の一級河川である。

## 地理
群馬県桐生市梅田地区の最高峰である根本山に源を発し南へ流れ、忍山川、高沢川、黒川などを合わせ、栃木県足利市小俣町で渡良瀬川に合流する。流域は上野、下野の両国にまたがる。

## 流域の自治体
- 栃木県
  - 佐野市
  - 足利市
- 群馬県 
  - 桐生市

## 桐生川源流林
根本山南麓周辺に広がる森林で、桐生川源流林として森林浴の森百選および水源の森百選に指定されている。
| 山岳   | 面積(ha) | 標高(m)    | 人工林(%) | 天然林(%) | 主な樹種                               | 制限林                               | 種類                                 |
| ------ | -------- | ---------- | --------- | --------- | -------------------------------------- | ------------------------------------ | ------------------------------------ |
| 根本山 | 2,300    | 270～1,030 | 85        | 15        | スギ・ヒノキ・ナラ・ケヤキ・ダケカンバ | 水源かん養保安林、土砂流出防備保安林 | 流水（桐生川）ダム貯水（桐生川ダム） |

森林内には遊歩道が整備されている。市街地からも近いので、梅田湖を中心とした親水と森林浴を楽しむ人が多い。
- 所在地：群馬県桐生市梅田町（データは指定年1995年（平成7年）7月）

## 支流

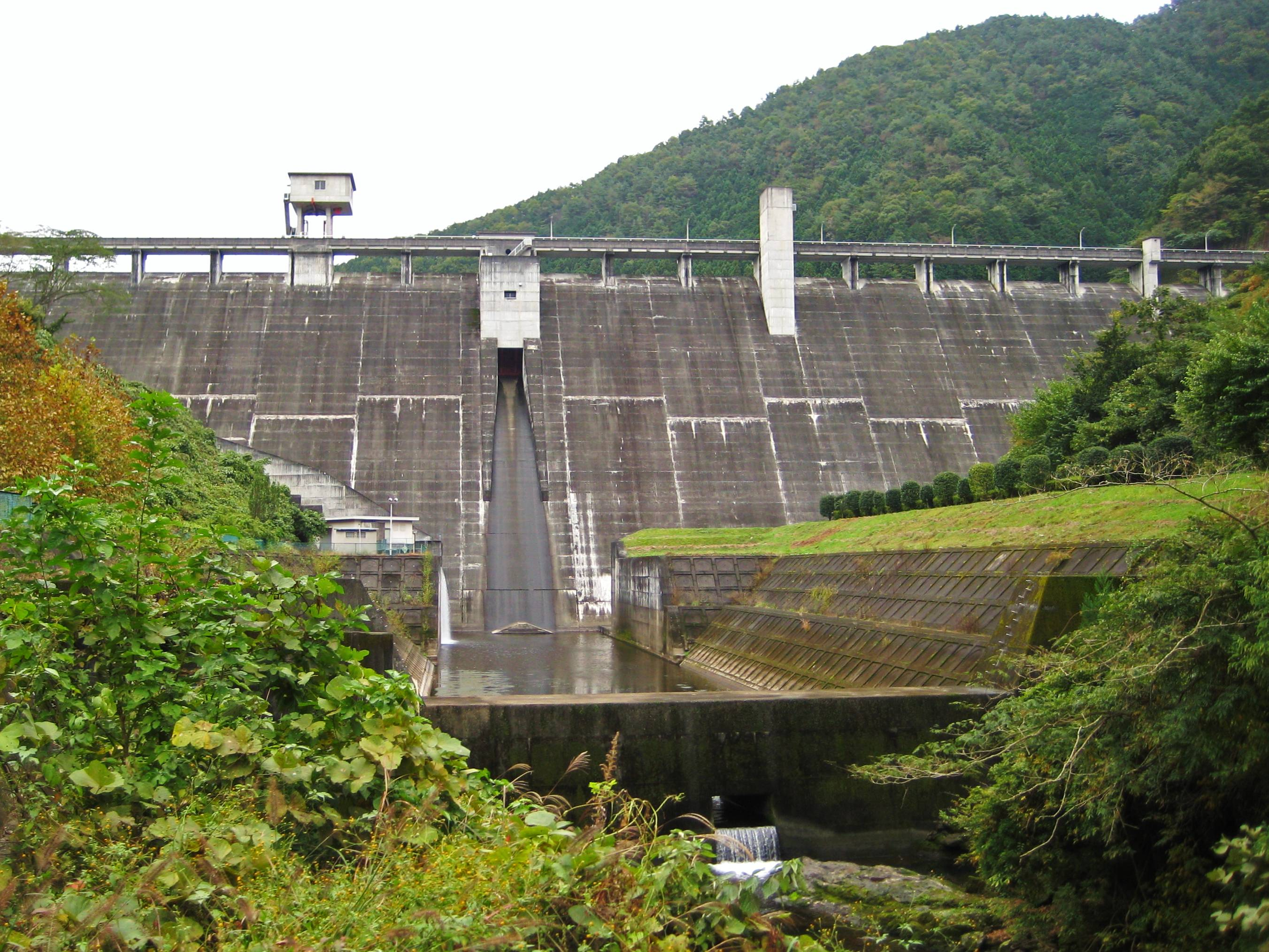
桐生川ダム

- 大洲川
- 皆沢川
- 忍山川
- 高沢川
- 黒川
- 村松沢
- 新川
- 小友川

## 河川施設
- 桐生川ダム（梅田湖）

## 橋梁
上流から
- 不死熊橋
- 遠上橋
- 大瀧橋
- 東原橋
- 津久原橋（群馬県道337号上藤生大洲線）
- 高仁田橋
- 蛇留渕橋（群馬県道337号上藤生大洲線）
- 馬立橋（群馬県道337号上藤生大洲線）
- 源蔵橋
- 橋場橋
- 出沢橋
- 閉籠里橋（群馬県道337号上藤生大洲線）
- 小倉橋
- 梅田大橋（群馬県道・栃木県道66号桐生田沼線）
- 高橋
- 穴切橋
- 中屋橋（高橋）
- 塩之瀬橋（瀬馬之橋）
- 上菱橋
- 跳滝橋
- 観音橋
- 小松橋
- 天神橋
- 中里橋
- 稲荷橋
- 幸橋（小俣桐生線）
- 広見橋
- 八坂橋
- 宿之島橋（山之越橋）
- 小沼橋
- 両国橋
- 白髭橋（旧河道）
- 上濁沼橋
- 白髭濁沼橋
- 桐生川橋梁（両毛線）
- 境橋（桐生岩舟線）
- 名称不明